# Finn Olafsson
Finn Olafsson (født 16. februar 1953 i København) er guitarist, komponist, producer, lydtekniker og musikforlægger.
Han begyndte 10 – 11 års alderen at spille guitar i, inspireret af tidens internationale rockgrupper blandt andet The Beatles, The Rolling Stones, The Who og The Kinks,. Han spillede nogle år i Amager-grupperne Voces og McKenzie Set, i 1968 dannede han sammen med sin bror Torsten Olafsson, Peter Mellin og Glenn Fischer fra gruppen The Harlows, rockbandet Ache der spillede symfonisk rock. Finn Olafsson har været med i rockgruppen Ache i alle gruppens leveår.
Finn Olafsson har medvirket på mere end 100 plader, desuden har han indspillet soloalbums og albums som den ene halvdel af guitarduo Anders Roland & Finn Olafsson.

## Diskografi

### Solo
- 1977 Savannah
- 1980 Acoustic Guitar
- 1981 Elements

### Anders Roland & Finn Olafsson
- 1984 Sight-Seeing
- 1986 Feriedage
- 1986 Holidays
- 1988 Globetrotter